# Saint-Blancard
Saint-Blancard (gaskognisch: Sent-Blancat) ist eine ehemalige französische Gemeinde mit 281 Einwohnern (Stand: 1. Januar 2022) im Département Gers in der Region Okzitanien (bis 2015 Midi-Pyrénées). Sie gehörte zum Arrondissement Mirande. Die Bewohner werden Saint-Blancardais und Saint-Blancardaises genannt.
Der Erlass des Präfekten vom 18. Dezember 2024 legte mit Wirkung zum 1. Januar 2025 die Eingliederung von Saint-Blancard als Commune déléguée zusammen mit den früheren Gemeinden Cabas-Loumassès, Monbardon und Sarcos zur Commune nouvelle Cap d’Astarac fest.

## Geografie

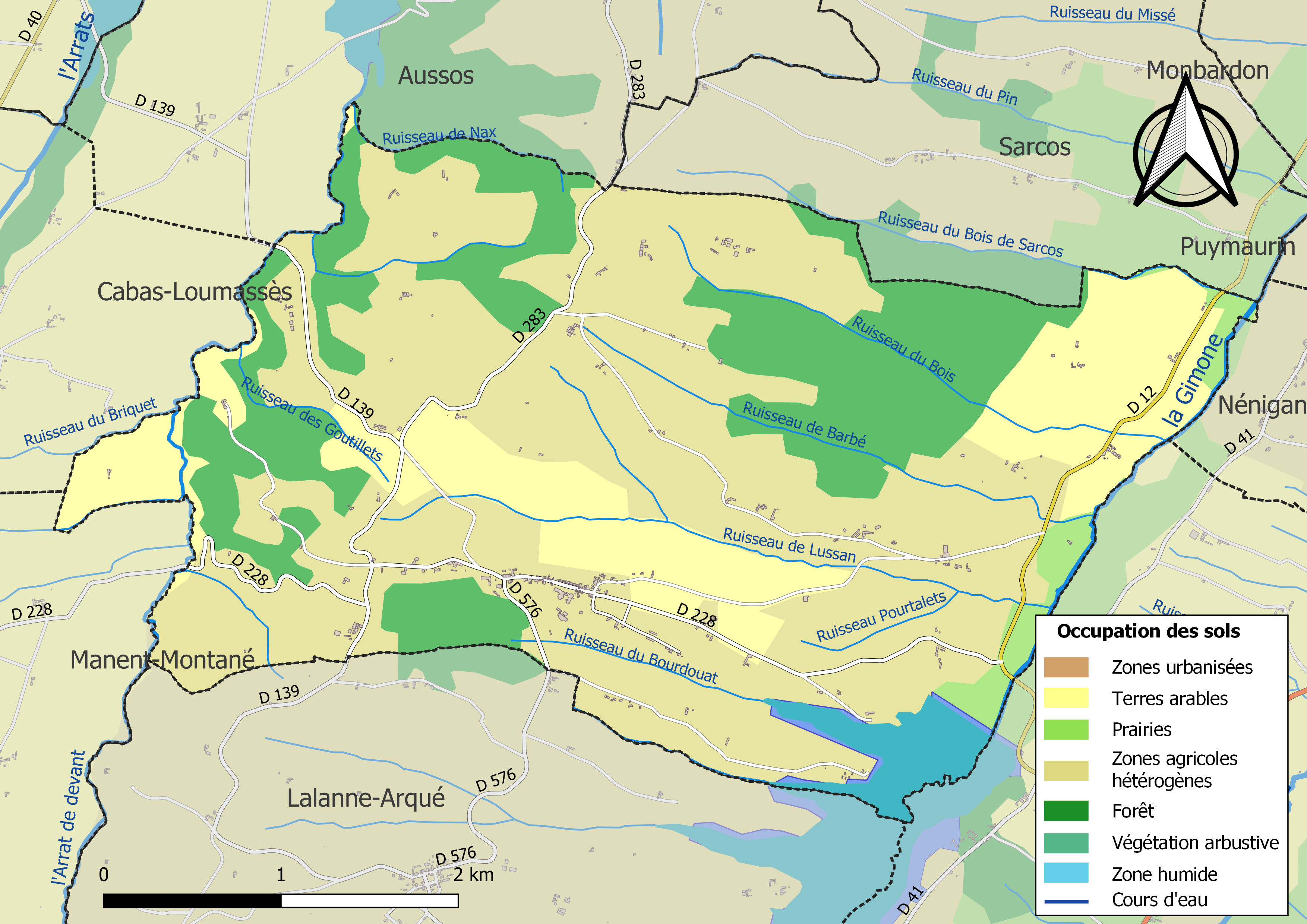
Bodennutzung, Hydrografie und Infrastruktur von Saint-Blancard (2018)

Saint-Blancard liegt rund 27 Kilometer südöstlich von Mirande und 34 Kilometer südsüdöstlich von Auch im Süden des Départements Gers an der Grenze zum Département Haute-Garonne. Der Ort befindet sich in der Région naturelle des Astarac, die sich entlang des Plateaus von Lannemezan zieht und Teil der historischen Provinz der Gascogne ist. Saint-Blancard besteht aus Weilern, zahlreichen Streusiedlungen und Einzelgehöften. Ein Ausläufer des Plateaus von Lannemezan bildet einen Bergrücken zwischen den Flüssen Arrats de devant und Gimone, der zum Arrats de devant steil mit einem Unterschied von etwa 100 Höhenmetern aufragt, zur Gimone hin etwas flacher. Auf dem Kamm befindet sich das Zentrum von Saint-Blancard in Form eines Straßendorfs auf etwa 330 m Höhe und die höchste Erhebung von 357 m. Saint-Blancard liegt im Einzugsgebiet der Garonne und wird außer vom Arrats de devant und der Gimone, die das Ortsgebiet von Süd nach Nord durchqueren, vom Ruisseau de Barbé, vom Ruisseau de Lussan, vom Ruisseau de Nax, vom Ruisseau des Goutillets, vom Ruisseau du Bois, vom Ruisseau du Bois de Sarons, vom Ruisseau du Bourdouat, vom Ruisseau Pourtalets und verschiedenen kleineren Bächen entwässert, die sich je nach Lage zum Kamm in den Arrats de devant oder in die Gimone münden und in niederschlagsarmen Perioden häufig trockenfallen. Aus diesem Grund wird die Gimone, die den Ort im Osten begrenzt, zum Lac de la Gimone aufgestaut.
Teile des Gebiets von Saint-Blancard gehören zum Natura-2000-Schutzgebiet „Vallée et coteaux de la Lauze“ (FR7300897) und zu fünf ZNIEFF-Naturzonen.
Rund 77 % der Fläche von Saint-Blancard werden landwirtschaftlich genutzt, rund 21 % sind bewaldet, insbesondere durch den Anteil am Waldgebiet Bois de Stain-Blancard im Nordosten, rund 3 % entfallen auf Binnengewässer (Stand: 2018).
Umgeben wird Saint-Blancard von der Nachbargemeinde Aussos im Nordwesten und Norden, von der Commune déléguée Sarcos im Norden, von den Nachbargemeinden Nénigan (Département Haute-Garonne) im Nordosten, Péguilhan (Département Haute-Garonne) im Osten und Südosten, Lalanne-Arqué im Süden und Manent-Montané im Südwesten sowie von der Commune déléguée Cabas-Loumassès im Westen.

## Geschichte
Historisch gesehen ist Saint-Blancard eine der reichsten Gemeinden in der Umgebung. Archäologische Ausgrabungen haben gezeigt, dass seine Geschichte teilweise mit der seiner Burg verknüpft ist. Im Ehrenhof deutet die Entdeckung zweier Köpfe antiker Marmorstatuen auf die Existenz einer kleinen gallorömischen Burg hin. Bei weiteren Arbeiten wurde eine kleine romanische Kirche aus dem 11. oder 12. Jahrhundert freigelegt, die offenbar zerstört wurde, um Platz für den Bau der Burg zu schaffen. Im 13. Jahrhundert war Saint-Pancrace Lehen des Grafenhauses Comminges. Im Jahr 1276 trat Bertrand de Comminges dieses Gebiet an Bertrand d’Orbessan ab. Im Jahr 1303 wurde nach einer Vereinbarung zwischen den Dorfbewohnern und Pierre d'Orbessan der Bau eines neuen Schlosses beschlossen, das nach der Heirat von Jeanne d'Ornézan mit Armand de Gontaut-Biron Eigentum der Familie Gontaut-Biron wurde. Im Jahr 1889 zerstörte ein Brand das Gebäude teilweise. Beim Wiederaufbau wurde im Westen ein Bergfried errichtet, eine neugotische Innenausstattung geschaffen und die West- und Südmauer abgerissen, um den Blick auf die Pyrenäen freizugeben. Das Schloss blieb bis 1959 im Besitz der Familie Gontaut-Biron, bevor es von einem Nachkommen an Herrn und Frau Peyrot verkauft wurde, die es in ein Erholungs- und Genesungsheim namens „Le Marquissat“ umwandelten. Dieses wurde 1989 geschlossen und 1990 wurde das Schloss von einer englischen Gesellschaft mit beschränkter Haftung unter dem Vorsitz von Herrn Harding Andrew gekauft, der unter dem wachsamen Auge des Vereins zum Schutz des Schlosses umfangreiche Restaurierungsarbeiten durchführen musste, um dieses Denkmal zu schützen. Der Park wurde im Oktober 2000 angelegt, nachdem festgestellt wurde, dass das Gebäude stark baufällig war.
Von Juni 1940 bis zum Frühjahr 1941 wurden im Schloss Stücke der ägyptologischen Abteilung des Louvre-Museums untergebracht, um sie vor den deutschen Besatzern zu schützen.

## Bevölkerungsentwicklung
| Jahr                       | 1962 | 1968 | 1975 | 1982 | 1990 | 1999 | 2006 | 2013 | 2020 |
| -------------------------- | ---- | ---- | ---- | ---- | ---- | ---- | ---- | ---- | ---- |
| Einwohner                  | 273  | 255  | 217  | 229  | 205  | 257  | 323  | 342  | 332  |
| Quellen: Cassini und INSEE |      |      |      |      |      |      |      |      |      |

## Sehenswürdigkeiten
- Schloss Saint-Blancard mit Park aus dem 16. Jahrhundert, seit 2005 in Teilen als Monument historique eingeschrieben[6]
- Romanische Kirche Saint-Pancrace aus dem 13. Jahrhundert
- Zahlreiche über den Ort verstreute Wegkreuze
- Denkmal für die Gefallenen

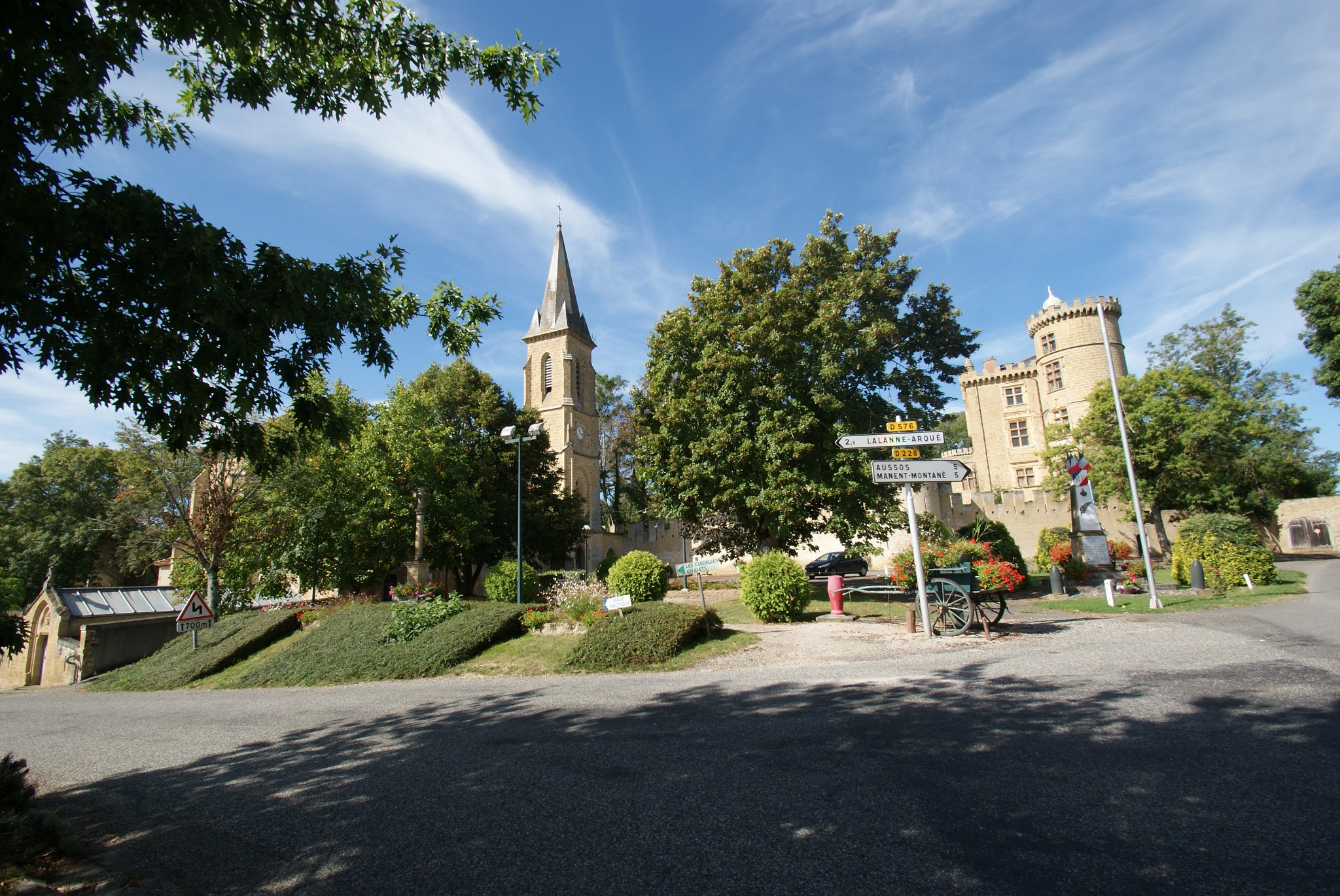
Schloss und Kirche Saint-Pancras
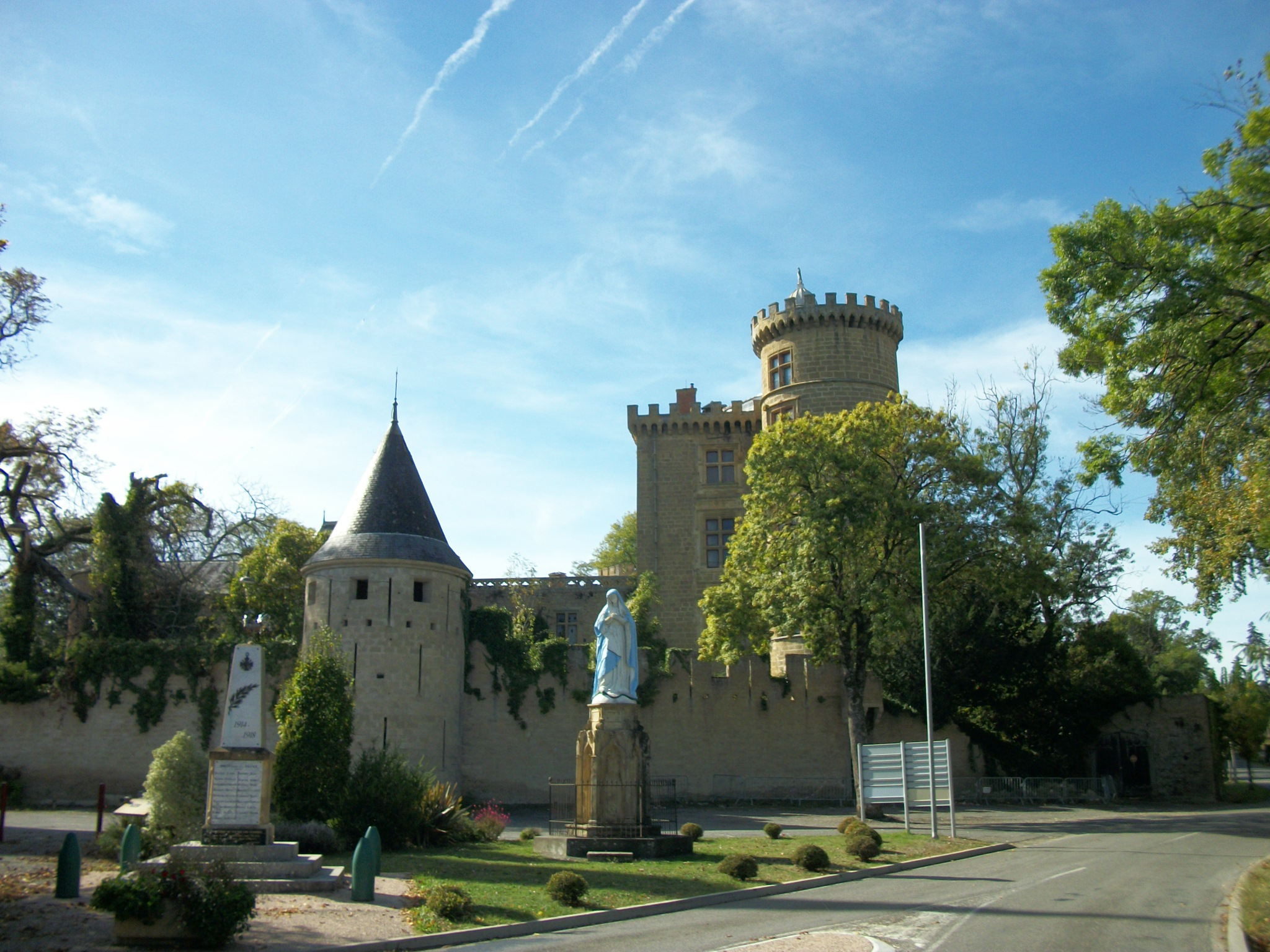
Gefallenendenkmal, Marienstatue und Schloss
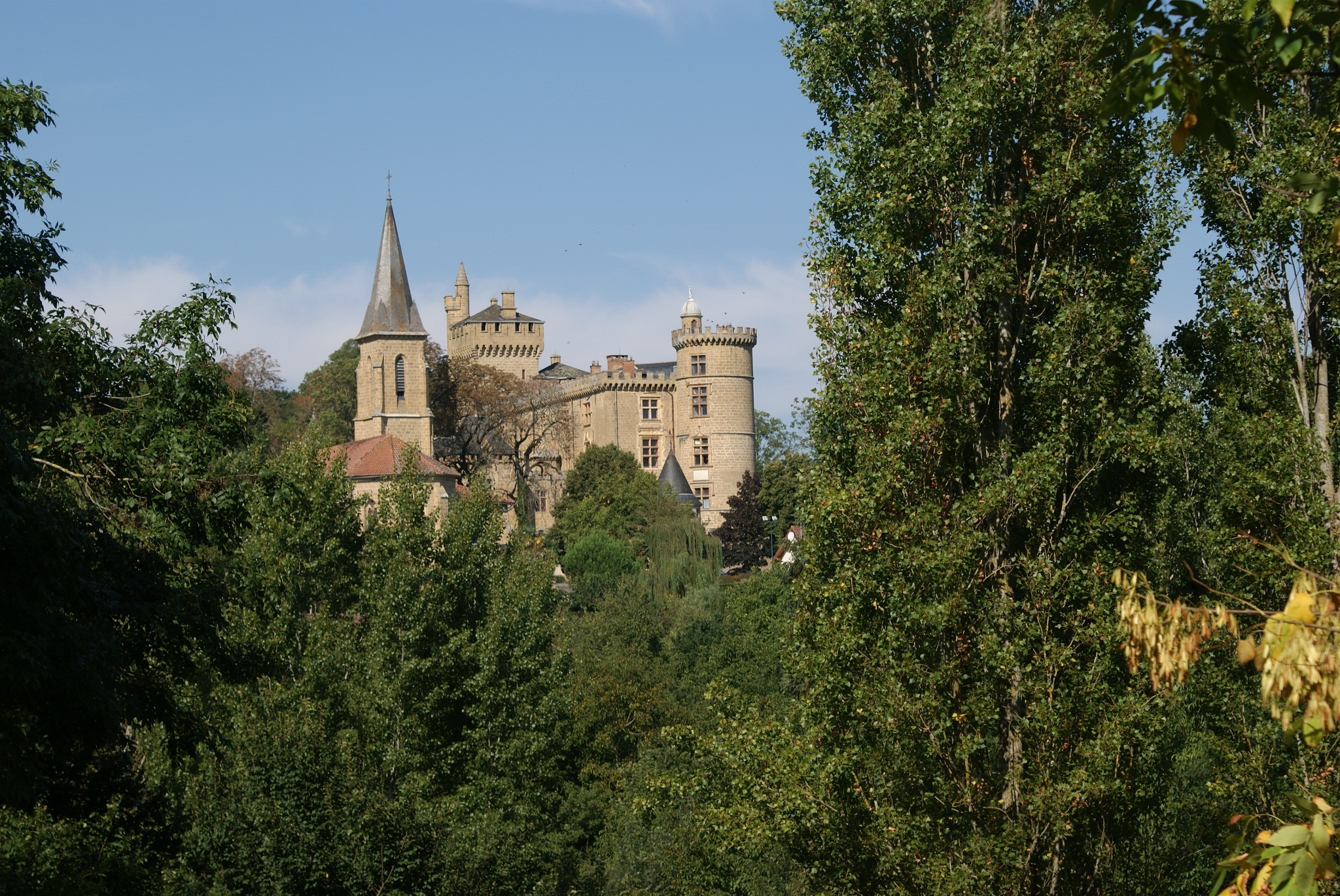
Schloss
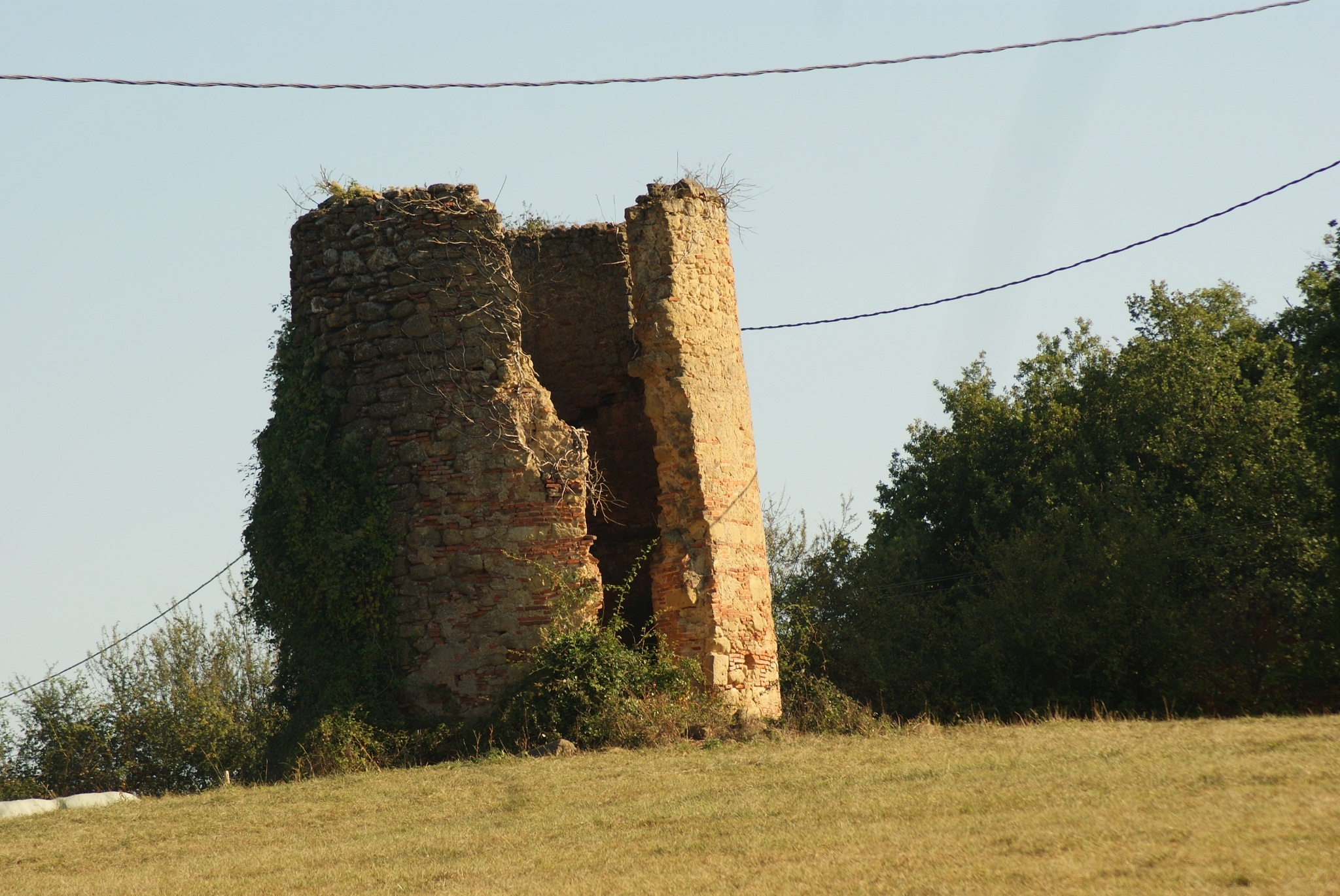
Ruine der ehemaligen Windmühle